# Saint-Pol-Roux
Pierre-Paul Roux, meglio conosciuto come Saint-Pol-Roux (Saint-Henry, 1861 – Brest, 1940), è stato un poeta francese.

## Biografia

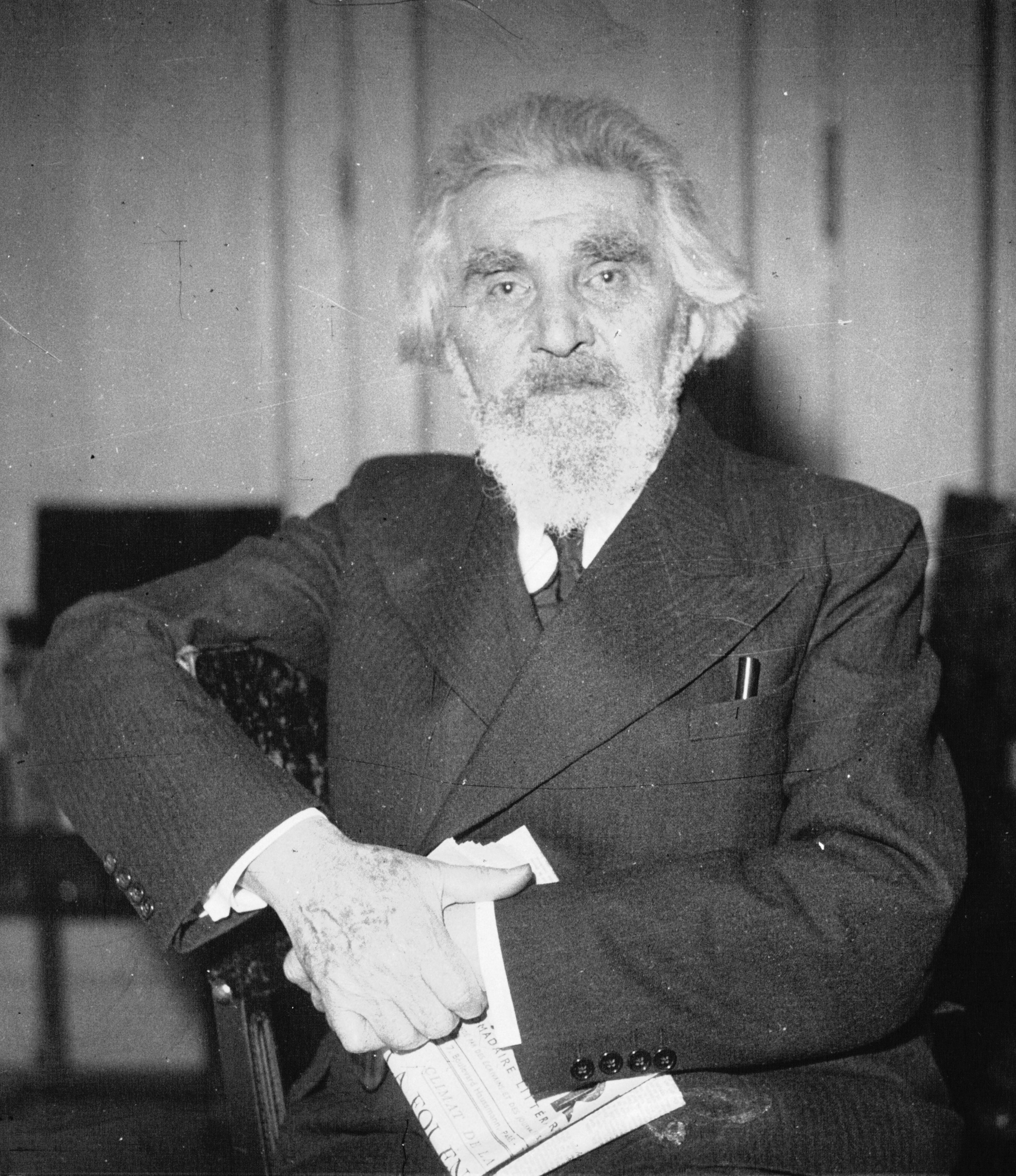
Saint-Pol-Roux (1937)

Nato in una famiglia agiata, frequentò l'entourage di Stéphane Mallarmé. Adepto dell'occultismo, fu l'ideatore del magnicifismo, che teorizzò nel 1925 con il Manifesto del magnificismo.
Sostenne un legame tra la poesia e il trascendente e fu ritenuto dai surrealisti un precursore; nel 1925 essi organizzarono un grande banchetto in suo onore.
Nella notte tra il 22 e il 23 giugno 1940, un soldato tedesco ubriaco entrò nel suo castello di Camaret-sur-Mer, uccise la governante di famiglia e stuprò Divine, la figlia di Roux, per poi sparargli alla gamba. Il vecchio poeta riuscì miracolosamente a fuggire incolume.
Il 14 ottobre, ricoverato nell'ospedale di Brest, morì di arresto cardiaco dopo aver appreso che il suo castello era stato dato alle fiamme assieme ad alcuni suoi manoscritti ancora inediti.